# 中華民国海軍陸戦隊特勤隊

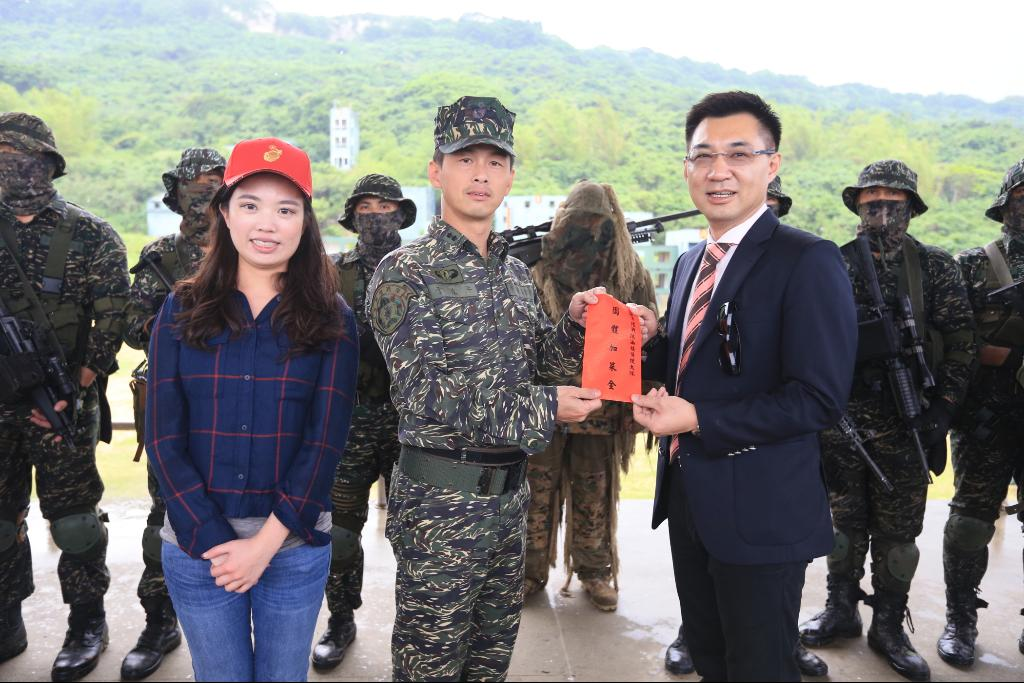
立法院の議員の背後に立つ特勤隊員

中華民国海軍陸戦隊特勤隊（ちゅうかみんこくかいぐんりくせんたいとっきんたい、中:中華民國海軍陸戰隊特勤隊、英:China Marine Corps Special Service Company、略:CMC、SSC）は、中華民国海軍陸戦隊の特殊部隊である。存在は初期高度保密であり、1995年の華興演習で初めて公開された。現在の主要任務は台湾南部の海域における反テロ、不法行為の防止における警察処理、中華民国が駐留する国の特殊部隊の訓練の代行等である。

## 成立
1980年、高空特種勤務中隊、中華民国憲兵特勤隊（1978年に設立）が成立した後、第3の軍特殊部隊として成立した。第一期の特勤隊長は両棲偵捜営長の李麟連中校である。受験生は常備士官から選抜される以外は、別に両棲偵捜営の中の軍士官から志願者を選抜して訓練する。数多くの専精訓練科目をこなし、通過者は最低でも継続して5年以上の服役を要求され、その後特勤隊へ配属される。
現在、陸戦特勤隊と海軍水中爆破大隊は、2004年に海軍陸戦隊両棲偵捜大隊に編入され、その一中隊として隷属している。任務に応じて数個小隊が編成され、攻堅小隊、狙撃小隊、爆破小隊等があり、各小隊若干名であり、小隊ごとに進行度合いに応じて専長訓練が行われる。その中で特に優秀な隊員を若干名選出し、特別行動小隊、あるいは非常行動小隊として呼び出される。
選抜基準としては家族三代にわたって清廉潔白で、前科並びに素行不良がないもの、身長170cm以上、60kgから80kgまでの制限体重、裸眼視力1.5、IQ110以上、武術をはじめとする格闘技経験者、身体に欠陥や刺青がないものである。

## 訓練
新兵訓練は12か月を9か月に短縮して行われ、おおよそ3段階に分けられる。
第一段階は体力訓練のため、毎日朝昼晩各自10km以上を武装して走ったり泳いだりして、途中品徳測験により素行不良者、成績が思わしくないものは訓練中止を命じる。この期間は総合武術訓練、山岳訓練及び遊泳等を行った後、最後に一周走らせ、95分未満のものは訓練中止を命じる。
第二段階は射撃訓練を主とし並びにチームを組んで戦闘を行い、CQB、狙撃手訓練等を行った後、最後に一周走らせ、95分未満のものは訓練中止を命じる。
第三段階は総合して第一段階と第二段階を組み合わせて訓練を行った後、最後に一周走らせ、95分未満のものは訓練中止を命じる。
以上新兵訓練の三段階通過者、並びに志願者による継続服役5年以上の者は陸戦特勤隊加入資格を取得できる。ゆえに毎期の合格率は5%以下である。
陸戦特勤隊加入後は、継続してその他訓練を行う。内容は甲級特訓、格闘訓練、武器訓練、潜水訓練、反テロ訓練、空挺訓練、車両、舟艇操作、情報訓練、コンピューター訓練、その他未公開訓練等がある。

## 実績
1987年の岩灣監獄にて暴動が起こった際と、2015年に高雄市で竹聯幇幹部など六人が脱獄し、武器を持って逃走した際に出動した。

## 装備

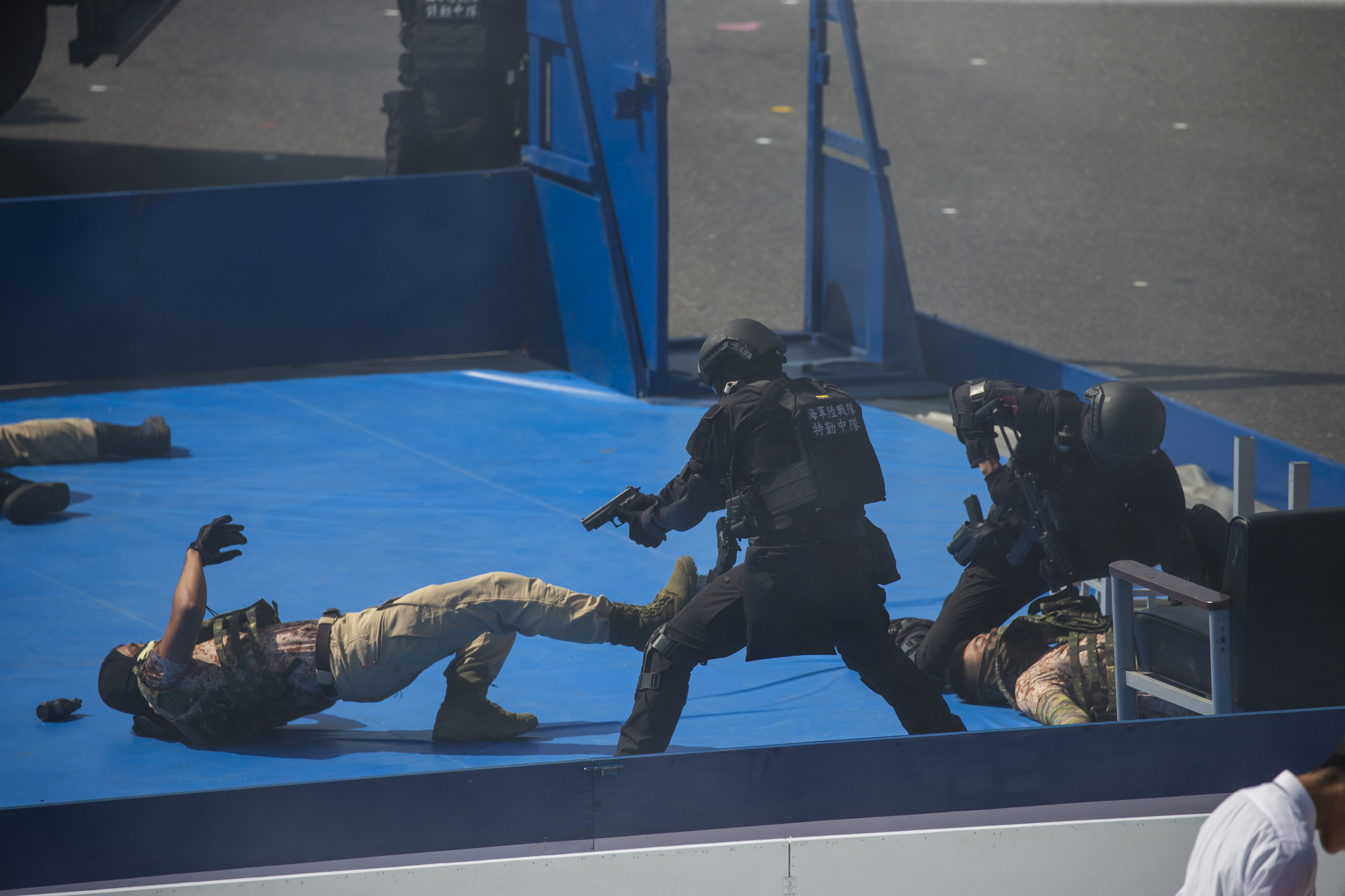
10月10日の中華民国国慶日式典でデモンストレーションを行う特勤隊員

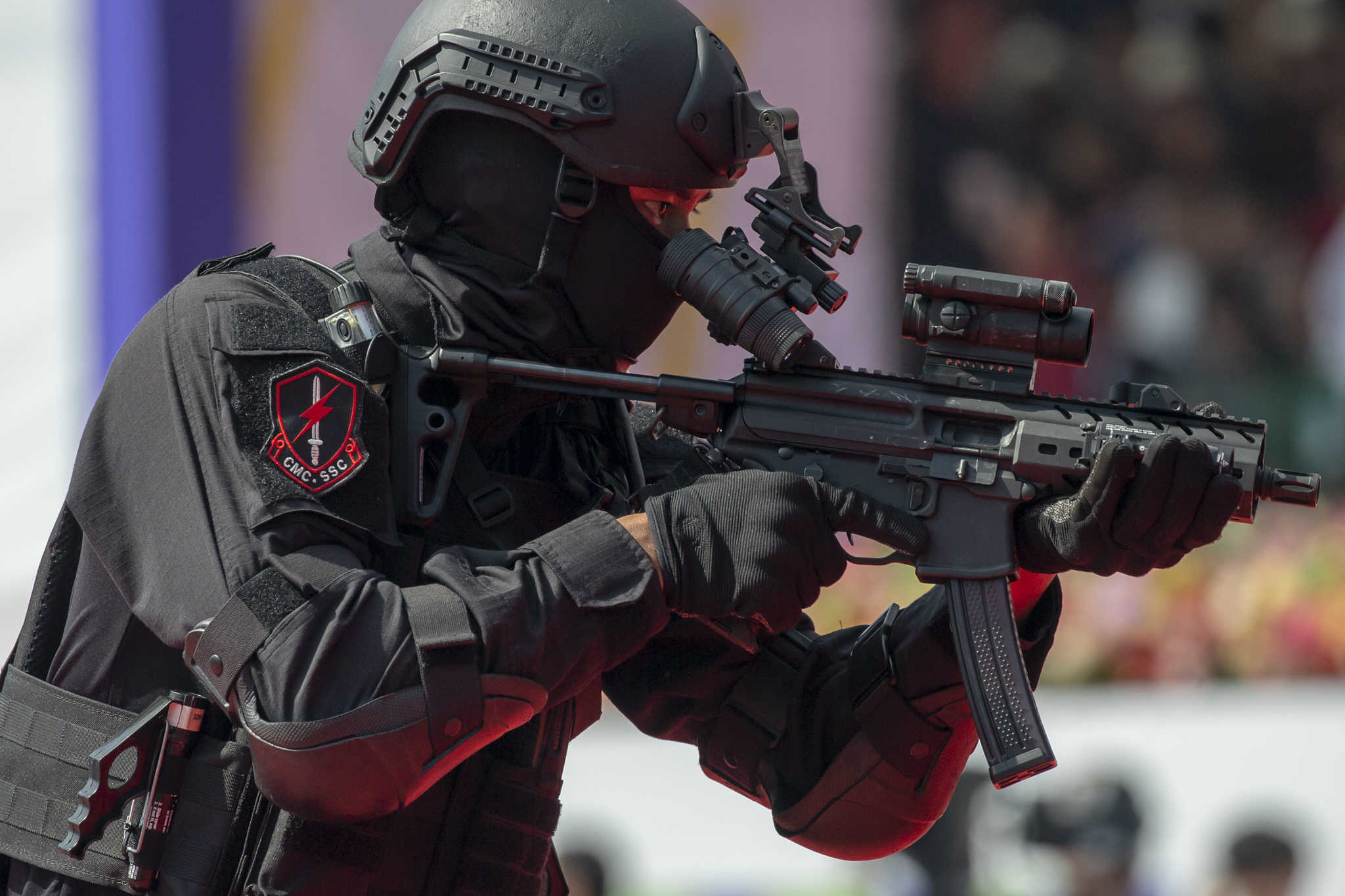
10月10日の中華民国国慶日式典でデモンストレーションを行う特勤隊員使用中でSIG MPX

拳銃
- ベレッタM92F
- H&K USP
- SIG SAUER P226
- グロック19

短機関銃
- 77式短機関銃
- SWA-5
- UZI
- XT104短機関銃
- SIG MPX

突撃銃
- 91式歩槍
- M4カービン

散弾銃
- レミントンM870

狙撃銃
- M21狙撃銃
- M24 SWS
- 93式狙撃歩槍
- バレットM82A1